# エヴェリン・スティーヴンス
エヴェリン・スティーヴンス（Evelyn Stevens、1983年5月9日 - ）は、アメリカ合衆国・カリフォルニア州、クレアモント出身の女子自転車競技（ロードレース）選手。イヴリン・スティーヴンスともいう。

## 来歴
ダートマス大学を2005年に卒業後、リーマン・ブラザーズに入社。2008年、いわゆる『リーマン・ショック』により同社が経営破たんしたため失職。その後、実妹のはからいにより、ニューヨーク・シティズ・センチュリー・ロード・クラブ協会（New York City's Century Road Club Association）に加入。
2009年、全米選手権（国内選手権）・個人タイムトライアル(ITT)で2位、ルート・ド・フランス・フェミナンで総合2位に入った実績等をひっさげ、2010年、HTC - コロンビア（女子チーム）と契約した。
2010年
- アメリカ合衆国選手権・ITT 優勝
- ジロ・ドンネ 区間1勝
- ロードレース世界選手権・ITT 6位

2011年
- アメリカ合衆国選手権・ITT 優勝
- パンアメリカン自転車競技選手権大会・ITT 2位

2012年
- ツアー・オブ・ニュージーランド 総合優勝
- フレッシュ・ワロンヌ・女子（UCI女子ロードワールドカップ2012対象レース） 優勝
- グラツィア - オルロヴァ 総合優勝
- ジロ・ドンネ 総合3位（区間1勝）
- オープン・ド・スエド・ヴォルゴルダ チームタイムトライアル（UCI女子ロードワールドカップ2012対象レース） 優勝（シャルロッテ・ベッカー、アンバー・ネーベン、イナ＝ヨーコ・トイテンベルク、エレオノラ・ファン・ダイク、トリクシー・ヴォラク）
- ロードレース世界選手権
  -  チームタイムトライアル 優勝（シャルロッテ・ベッカー、アンバー・ネーベン、イナ＝ヨーコ・トイテンベルク、エレオノラ・ファン・ダイク、トリクシー・ヴォラク）
  - ITT 2位